# Тімохін Віктор Васильович
Віктор Васильович Тімохін (нар. 1931) — український радянський футболіст, півзахисник.

## Життєпис
Вихованець українського футболу. Виступав за команди «Червоне знамя» (Іваново), «Трудові резерви» (Ворошиловград), «Локомотив» (Донецьк). У 1959-1960 роках грав у класі «А» за клуб «Шахтар» (Сталіно). Всього в еліті радянського футболу провів 12 матчів.
У 1961 році завершив кар'єру, подальша доля невідома.